# Élections générales péruviennes de 2021
Les élections générales péruviennes de 2021 ont lieu les 11 avril et 6 juin 2021 afin d'élire pour cinq ans le président de la République, ses vice-présidents ainsi que les 130 députés du Congrès de la République du Pérou.
Depuis les élections générales de 2016, le pays a connu une instabilité politique chronique, avec notamment quatre présidents de la République successifs et une dissolution du Congrès. Le vote intervient durant la pandémie de Covid-19 et dans un contexte de forte défiance de la population envers les institutions, notamment en raison d'une corruption endémique.
Les élections législatives donnent lieu à un parlement particulièrement éclaté, aucun des dix partis remportant des sièges ne recueillant plus de 14 % des suffrages exprimés.
Le scrutin présidentiel voit les candidats de gauche radicale Pedro Castillo et de droite radicale Keiko Fujimori se qualifier pour le second tour. Après dix jours de décompte, les résultats définitifs donnent le premier vainqueur avec 50,13 % des suffrages exprimés. Il s’agit de la troisième fois consécutive que Keiko Fujimori est battue au second tour d’une élection présidentielle par une marge très étroite.

## Contexte

### Instabilité politique

#### Démission de Kuczynski

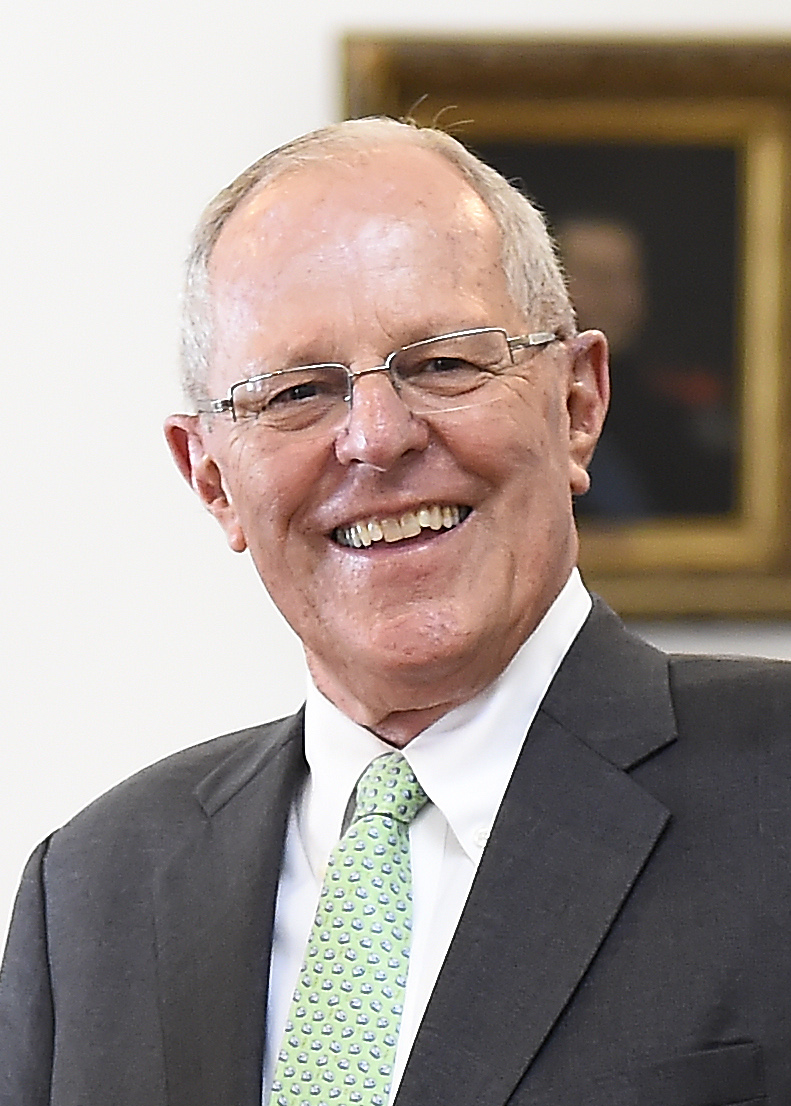
Pedro Pablo Kuczynski, vainqueur de justesse de la présidentielle de 2016, est contraint à la démission en mars 2018.

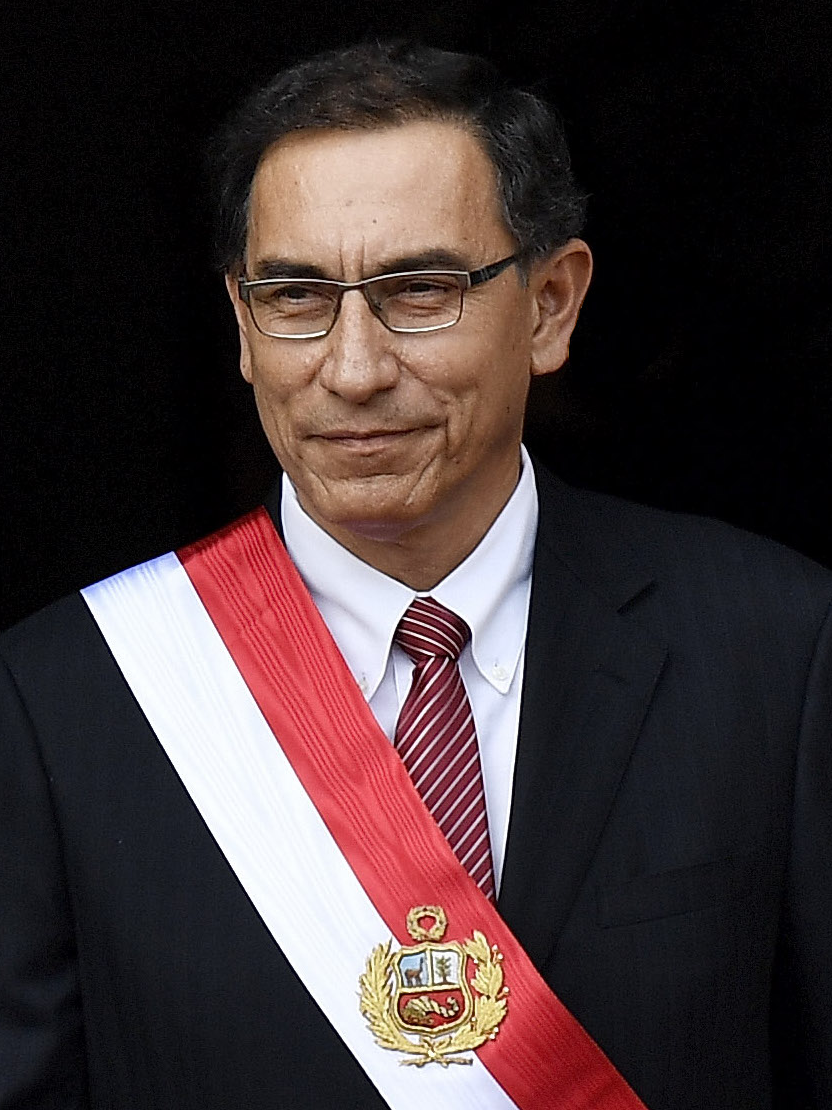
Martín Vizcarra, président de mars 2018 à novembre 2020.

Lors des élections présidentielle et législatives de 2016, le libéral Pedro Pablo Kuczynski (PPK) l'emporte au second tour avec seulement 50,12 % des voix, tandis que le parti Force populaire de son opposante Keiko Fujimori obtient la majorité absolue au Congrès de la République, le parlement du Pérou.
Le président Kuczynski est rapidement confronté à des affaires de corruption qui provoquent la démission de plusieurs de ses conseillers. Il est lui-même mis en cause, de même que Keiko Fujimori, dans l'affaire dite Odebrecht du nom de l'entreprise brésilienne accusée de corruption dans plusieurs pays du continent sud-américain. Le 21 décembre 2017, alors qu'une large majorité de la population souhaite son départ forcé du pouvoir, le Congrès ne vote pas sa destitution, à la surprise générale. Le président Kuczynski gracie ensuite l'ancien président Alberto Fujimori, ce qu'il s'était engagé à ne pas faire durant la campagne présidentielle ; président autoritaire de 1990 à 2000 ayant dû fuir le pays, Fujimori était emprisonné pour des tueries perpétrées sous prétexte d'opérations de contre-guérilla. Kuczynski est alors soupçonné d'avoir monnayé cette grâce en échange d’un vote contre sa destitution auprès de députés de l'opposition fujimoriste.
Si la grâce est finalement cassée par la justice le 3 octobre, la perte de confiance envers le président est sévère. Les ministres de la Culture et de la Défense démissionnent, tandis que plusieurs députés quittent le parti au pouvoir. Enfin, l'opposition rend publiques des vidéos attestant de l’achat des voix de plusieurs députés lors du vote,. Une seconde procédure de destitution est entre-temps lancée, pour un vote prévu le 22 mars 2018. Assuré de perdre, Kuczynski démissionne la veille.

#### Présidence de Vizcarra
En tant que premier vice-président, Martín Vizcarra succède à Pedro Pablo Kuczynski. Il se lance dans un vaste programme de réforme des institutions, avec notamment le référendum de décembre 2018, qui réforme la magistrature, le financement des partis et interdit la réélection immédiate des parlementaires, ainsi que dans un programme de lutte contre la corruption. En raison de ses réformes, ses relations avec le Congrès se dégradent rapidement. Face à la crise, il décide de dissoudre le parlement.
Les élections législatives de janvier 2020 sont marquées par un fort recul des fujimoristes, qui perdent la majorité absolue au profit de plusieurs partis principalement centristes, composant un parlement sans majorité mais avec lesquels Vizcarra est jugé plus à même de composer pour poursuivre ses réformes,.

#### Crise de novembre 2020

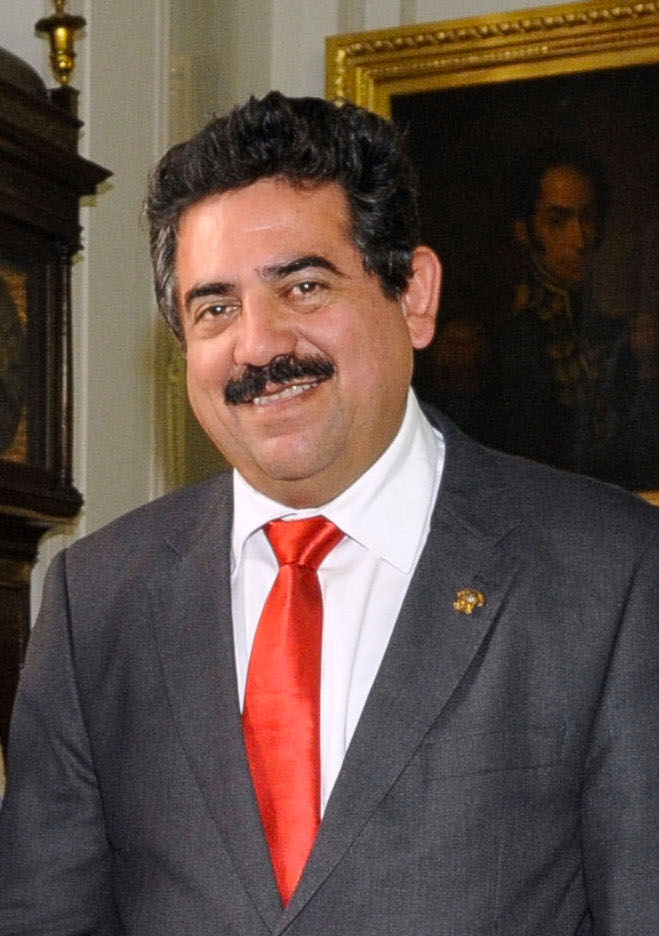
Manuel Merino, président de la République du 10 novembre- 2020- au 15 novembre 2020.

Accusant Vizcarra de manipulation de témoins dans une enquête pour des soupçons de corruption, le nouveau Congrès ouvre une procédure de destitution à son encontre en septembre 2020, mais celle-ci n’aboutit pas. La justice annonce le mois suivant l’ouverture d'une enquête pour corruption, qui ne commencera ses travaux qu'après le départ du pouvoir de Martin Vizcarra, celui-ci étant couvert par l'immunité présidentielle. Une nouvelle procédure de destitution est enclenchée en novembre à la suite de témoignages de plusieurs hommes d’affaires, qui affirment avoir versé en 2014 des pots-de-vin à Martín Vizcarra, alors gouverneur de la région de Moquegua, en échange de contrats pour des travaux publics. Vizcarra est finalement destitué le 9 novembre 2020 avec 105 voix pour, 19 contre et 4 abstentions.

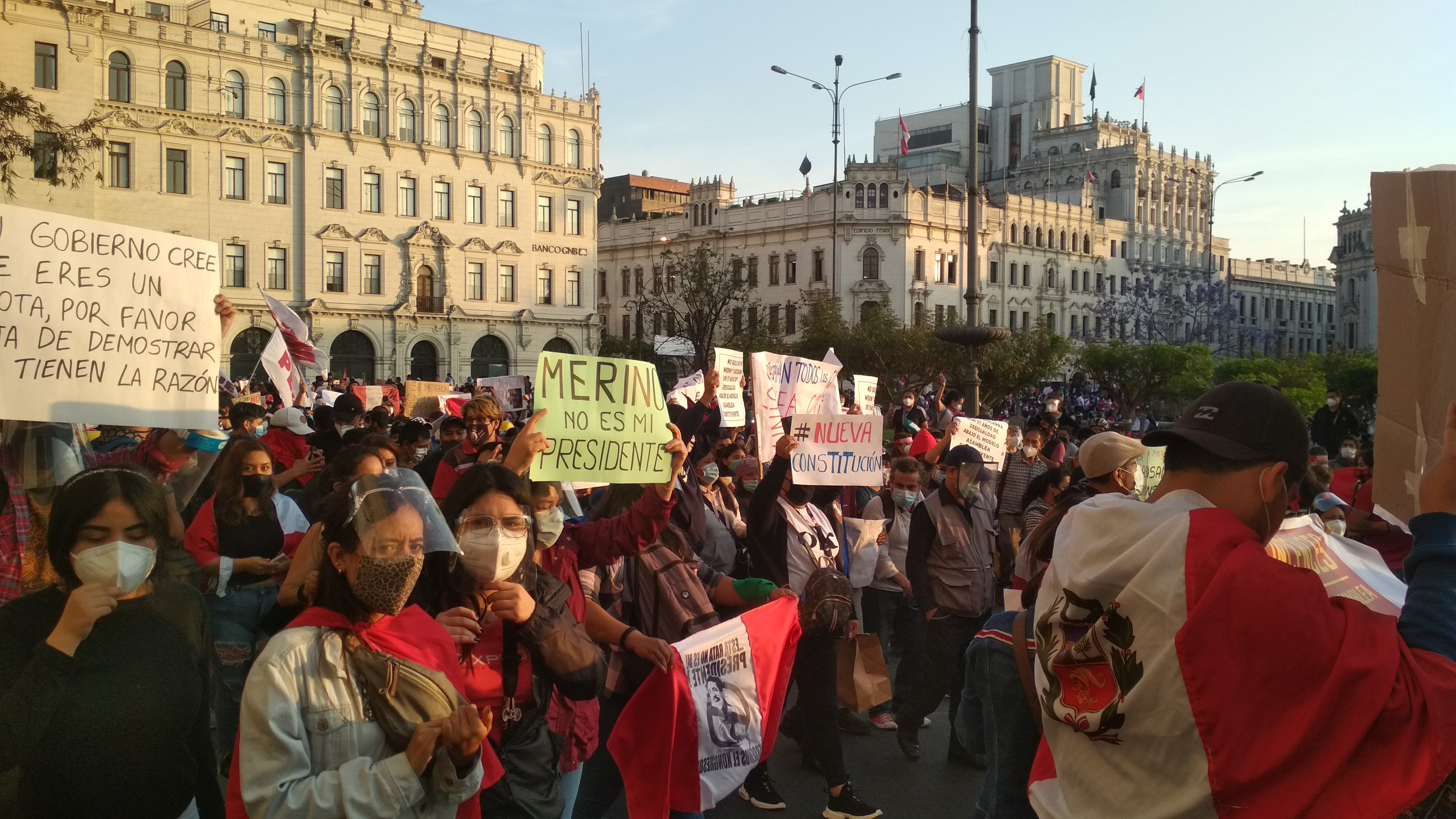
Manifestations contre la destitution de Vizcarra (Lima, 12 novembre 2020).

Le 10 novembre 2020, la fonction de président de la République revient à Manuel Merino, président du Congrès qui promet un gouvernement de transition consensuel et appelle à l'union nationale. Cette situation provoque des manifestations de grande ampleur — les plus grandes au Pérou depuis deux décennies —, notamment parce que Vizcarra était devenu très populaire pour sa lutte affichée contre la corruption,. Merino n'est par ailleurs pas reconnu par la majorité des gouvernements voisins, la décision du parlement de destituer Vizcarra sur la base d'accusations couvertes par l’immunité présidentielle étant jugée inconstitutionnelle. Alors que trois personnes sont tuées lors d'un rassemblement brutalement réprimée par la police le 14 novembre, Merino démissionne le 15 novembre,.
Après la démission de Manuel Merino, Francisco Sagasti est élu président du Congrès et devient chef de l’État le 17 novembre 2020.

### Corruption et discrédit des institutions

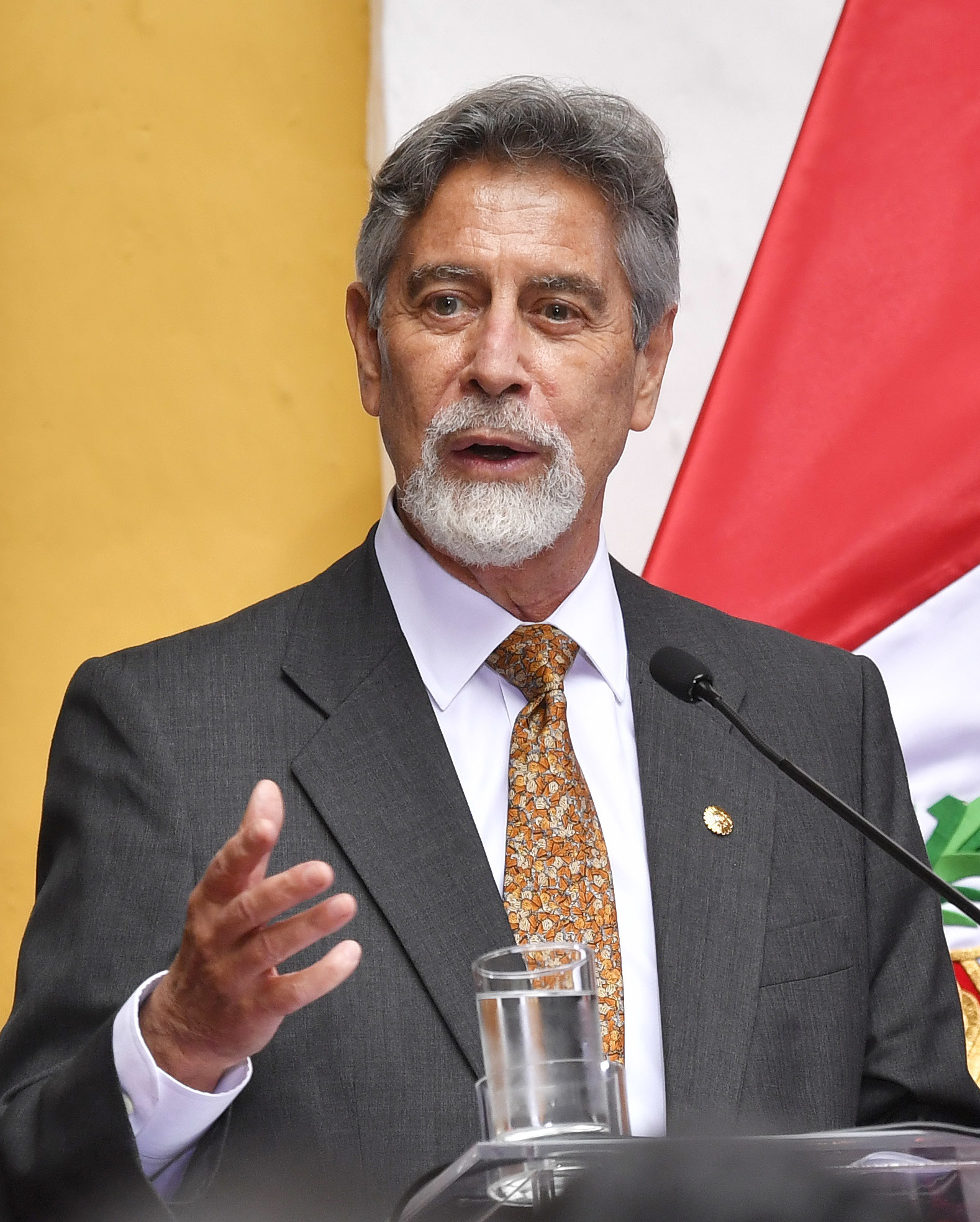
Le président de la République sortant, Francisco Sagasti.

La classe politique péruvienne souffre d'un large discrédit auprès de l'opinion publique en raison des affaires de corruption impliquant un grand nombre de personnalités, dont six anciens présidents et quatre des candidats à l'élection présidentielle de 2021. D'après le Washington Post, ce ne serait pas uniquement la classe politique mais l’ensemble des élites qui seraient déconsidérées. L'étude de l'Institut National de Statistique et d'Informatique (INEI) pour l'année 2020 montre que l’Église, les partis politiques, le Congrès, les milieux d'affaires et les médias suscitent tous la défiance de la population.

### Pandémie de Covid-19 et crise économique
Une crise sanitaire majeure liée à la maladie à coronavirus 2019 commence au Pérou le 6 mars 2020, lorsqu'un premier cas est confirmé par les autorités. La pandémie et les restrictions sanitaires adoptées provoquent de nombreux problèmes sociaux alors que le Pérou est confronté à un ralentissement économique depuis plusieurs années. En 2021, plus de 30 % de la population vit sous le seuil de pauvreté et près de 70 % travaille dans l’économie informelle.
En août 2020, Pedro Cateriano, nommé le mois précédent président du Conseil des ministres, n'obtient pas la confiance du Congrès, qui lui reproche sa mauvaise gestion de la crise.
Au moment du second tour de l’élection présidentielle, après que le bilan a été revu très significativement à la hausse, quelque 185 000 morts sont relevés, ce qui constitue le plus haut nombre de décès au monde en proportion de la population.

## Système électoral

### Président
Le président de la République est élu au scrutin uninominal majoritaire à deux tours pour un mandat de cinq ans non renouvelable de manière consécutive. Est élu le candidat qui recueille la majorité absolue des votes valides au premier tour. À défaut, les deux candidats arrivés en tête au premier tour s'affrontent lors d'un second, et celui recueillant le plus de voix est déclaré élu.
Chaque candidat à la présidence se présente avec deux colistiers qui deviennent premiers et second vice présidents en cas de victoire, le premier ayant pour seule réelle fonction de mener le mandat du président élu à son terme si celui-ci en est empêché, et le second à remplacer le premier en cas d'incapacité. La passation de pouvoir a lieu le 28 juillet, jour de l'indépendance du Pérou de l'Espagne, devenu depuis fête nationale.

### Congrès

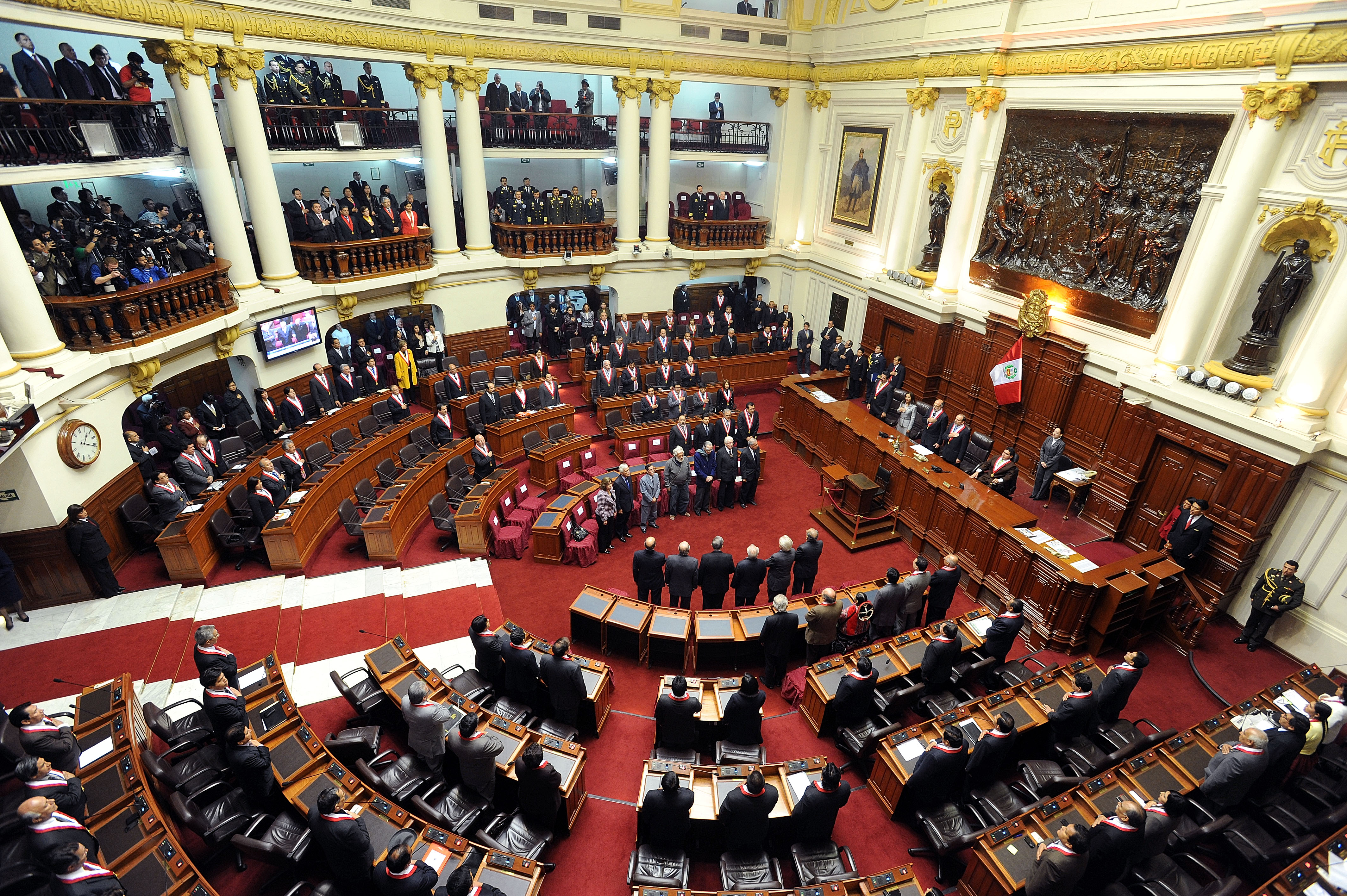
Salle du Congrès de la République.

Le Congrès de la République est un parlement unicaméral doté de 130 sièges pourvus pour cinq ans au scrutin proportionnel dans 26 circonscriptions électorales plurinominales correspondant aux 24 départements et 2 provinces du pays. Les sièges sont répartis selon la méthode d'Hondt à tous les partis ayant franchi le seuil électoral de 5 % des suffrages exprimés au niveau national, ou obtenu au moins sept sièges dans une seule circonscription lors de la répartition initiale au quotient simple. Les électeurs ont également la possibilité d'effectuer jusqu'à deux votes préférentiels pour des candidats de la liste choisie afin de faire monter leurs places dans celle-ci,,.
Le vote est obligatoire de 18 à 70 ans. Hormis les cas d'élections législatives anticipées, les élections ont traditionnellement lieu le second dimanche d'avril pour une mise en place de la nouvelle législature en juillet. Depuis le référendum de 2018, les règles sur le financement privé des partis politiques et des campagnes électorales de leurs candidats ont été considérablement durcies, dans le but de lutter contre la corruption des élus. De même, les parlementaires n'ont depuis plus le droit d'effectuer un second mandat consécutif, une disposition qui s'appliquait déjà au président de la République. L'une des propositions du référendum prévoyait également le passage à un parlement bicaméral, mais celle-ci a été rejetée par les électeurs.
Le Congrès élu en 2020 ne l'est cependant que pour un an, les élections ayant été convoquées de manière anticipée. La Constitution péruvienne tend en effet vers l'organisation simultanée des élections législatives et présidentielle. De même qu'un président ne pouvant terminer son mandat est remplacé par son vice-président jusqu'au terme de son mandat, un congrès dissout de manière anticipée voit celui suivant assurer la durée restante du mandat de la législature initiale. Des élections générales réunissant présidentielle et législatives sont ainsi organisées comme prévu en 2021, cinq ans après les précédentes.

## Partis politiques en présence
| Parti | Parti                                                              | Idéologie | Chef de file          | Résultat en 2020            |
| ----- | ------------------------------------------------------------------ | --- | --------------------- | --------------------------- |
|       | Action populaire Acción Popular (AP)                               | Centre à centre droit Humanisme, réformisme, nationalisme civique, libéralisme                                               | Javier Alva Orlandini | 10,26 % des voix 25 députés |
|       | Podemos Perú (PP)                                                  | Droite Libéralisme économique, conservatisme sociétal                                                                        | José Luna             | 8,38 % des voix 11 députés  |
|       | Front populaire agricole Frente Popular Agrícola del Perú (Frepap) | Droite chrétienne Fondamentalisme chrétien, catholicisme social, nationalisme, écologisme, agrarisme, conservatisme sociétal | Ezequiel Ataucusi     | 8,38 % des voix 15 députés  |
|       | Alliance pour le progrès Alianza para el Progreso (APP)            | Centre droit à droite Libéralisme économique, conservatisme sociétal, populisme                                              | César Acuña           | 7,96 % des voix 22 députés  |
|       | Parti violet Partido Morado (M)                                    | Centre Troisième voie, républicanisme, réformisme                                                                            | Julio Guzmán          | 7,40 % des voix 9 députés   |
|       | Force populaire Fuerza Popular (FP)                                | Droite à extrême droite National-conservatisme, libéralisme économique, anticommunisme                                       | Keiko Fujimori        | 7,31 % des voix 15 députés  |
|       | Union pour le Pérou Unión por el Perú (UPP)                        | Extrême gauche à extrême droite Ethnocacérisme, populisme                                                                    | Esther Capuñay        | 6,77 % des voix 13 députés  |
|       | Front large Frente Amplio (FA)                                     | Gauche Démocratie directe, écosocialisme, anticapitalisme, bolivarisme, féminisme                                            | Marco Arana Zegarra   | 6,16 % des voix 9 députés   |
|       | Nous sommes le Pérou Somos Perú (SP)                               | Centre droit Démocratie chrétienne, conservatisme sociétal                                                                   | Patricia Li Sotelo    | 6,05 % des voix 11 députés  |
|       | Pérou libre Perú Libre (PL)                                        | Gauche à extrême gauche Marxisme-léninisme, anti-impérialisme, conservatisme sociétal                                        | Pedro Castillo        | 3,40 % des voix 0 député    |

## Campagne présidentielle

### Premier tour

#### Tendances politiques des candidats
Dix-huit candidats prennent part au premier tour de l’élection présidentielle. Parmi eux, dix sont orientés à droite ou au centre droit de l’échiquier politique, quatre à gauche ou au centre gauche, un au centre et trois sont nationalistes. Les positionnements idéologiques importent généralement moins que la personnalité des candidats.

#### Sondages et indécision des électeurs
À la fin de la campagne, le premier tour de scrutin est jugé très imprévisible et marqué par une forte dispersion des voix. Six candidats sont donnés au coude-à-coude en mars-avril 2021 : Yonhy Lescano (7-15 %), George Forsyth (6-13 %), Rafael López Aliaga (5-12 %), Verónika Mendoza (5-11 %), Keiko Fujimori (5-10 %) et Hernando de Soto (4-10 %). Par ailleurs, une forte proportion d'électeurs se déclare indécise.

#### Principaux candidats

##### Pedro Castillo

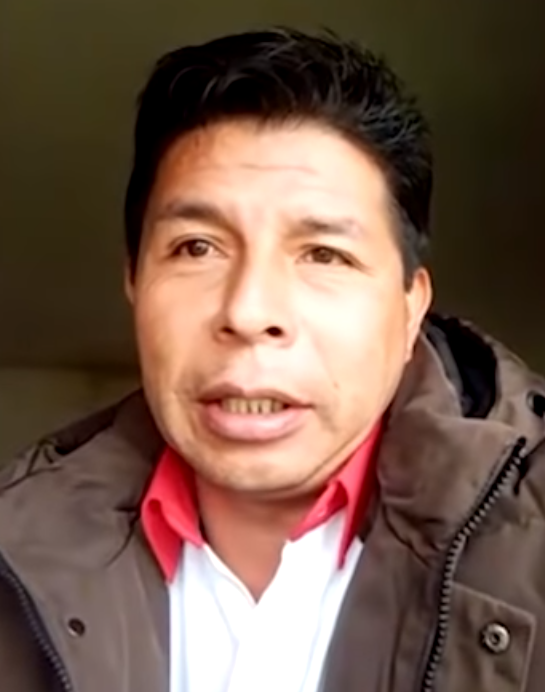
Pedro Castillo, candidat du parti de gauche radicale Pérou libre.

Instituteur, novice en politique, Pedro Castillo se fait connaître en 2017 lorsqu'il prend la tête d'un mouvement de grève d’enseignants. Choisi par une assemblée nationale des représentants des professeurs pour être leur candidat à l'élection présidentielle de 2021, il choisit de représenter le parti marxiste-léniniste Pérou libre, dont il n'est alors pas membre,. Il s'enregistre par la suite comme membre du parti le 30 septembre 2020, sept mois avant la présidentielle,. Arborant un chapeau de paille typique de la région du Cajamarca, il bénéficie d'une image d'enseignant pauvre intègre, en opposition à une élite riche et corrompue,.
Il choisit Dina Boluarte et Vladimir Cerrón pour la vice-présidence. Or, ce dernier, secrétaire général de Pérou libre, purge une peine de prison pour corruption, ce qui entraîne l’invalidation de sa candidature, ; pour autant, son influence et la possibilité qu’il soit nommé ministre sont évoquées,.
Classé à gauche ou à l'extrême gauche et accusé par la droite de sympathies pour le Sentier lumineux, Castillo mêle socialisme sur le plan économique et conservatisme sur le plan sociétal. Il met l’accent sur la lutte contre la pauvreté et un investissement massif dans l'éducation, la santé et l'agriculture, tout en promettant de conserver l'interdiction partielle de l'avortement, de sortir de la Convention américaine des droits de l'homme pour rétablir la peine de mort et de s'opposer à la légalisation du mariage homosexuel, citant la Bible,,.
Il défend la militarisation de la jeunesse et la possibilité pour les citoyens d'être armés afin de rendre justice par le biais d'une « administration socialiste ». Il s'engage à expulser les étrangers ayant commis des crimes, visant implicitement les centaines de milliers d'immigrés ayant fui la crise économique vénézuélienne. Admirateur du président bolivien Evo Morales, il promet de mener des nationalisations et de convoquer une assemblée constituante suivie d'un référendum pour changer la Constitution, qu’il accuse de favoriser le secteur privé. Il entend également gracier Antauro Humala (es), un militaire ethnocacériste emprisonné pour la mort de policiers en 2005, lors d’une tentative de putsch (Andahuaylazo).

##### Keiko Fujimori

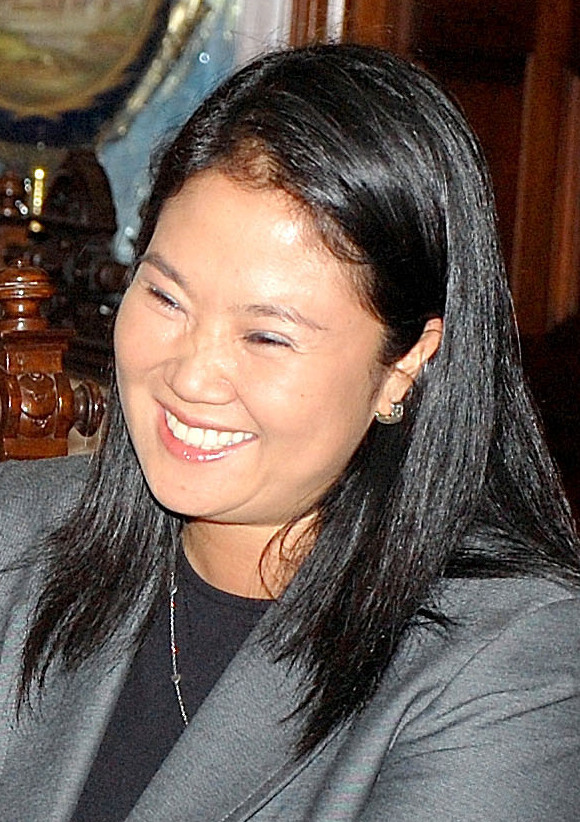
Keiko Fujimori, candidate de droite battue de justesse aux élections présidentielles de 2011 et de 2016.

Keiko Fujimori est la fille de l'ancien président Alberto Fujimori, au pouvoir de 1990 à 2000. Dirigeante du parti de droite radicale Force populaire, qui se réclame de l'héritage politique de son père, elle est battue de justesse au second tour des élections présidentielles de 2011 (48,6 % face au nationaliste de gauche Ollanta Humala) et de 2016 (49,9 % face au libéral Pedro Pablo Kuczynski).
Majoritaire au Congrès après les élections de 2016, son parti subit un important revers aux élections législatives de 2020, notamment pour avoir contribué à l’instabilité politique des années précédentes. En parallèle, accusée de corruption pour avoir reçu 1,2 million de dollars de la multinationale brésilienne Odebrecht, Keiko Fujimori est placée en détention provisoire entre 2018 et 2020 ; le parquet requiert trente ans de prison à son encontre en mars 2021,.
Partisane du libre-échange et de l'économie libérale, elle s’engage à défendre le secteur minier et à créer deux millions d'emplois. Elle propose également le rétablissement de la peine de mort, s’oppose au mariage homosexuel et à la légalisation totale de l’avortement. Elle suggère d'assouplir les restrictions adoptées dans le cadre de la crise sanitaire liée au Covid-19 et de verser une prime (Bono Oxígeno) de 10 000 soles (~ 2 200 euros) aux familles ayant perdu un proche du fait du virus. Elle entend également gracier  Alberto Fujimori, emprisonné pour crime contre l'humanité et corruption.

##### Rafael López Aliaga
Rafael López Aliaga est un homme d'affaires, membre de l'Opus Dei et dirigeant du parti d'extrême droite Rénovation populaire. Il met en avant son profil d'homme d'affaires compétent, expliquant ne pas être un homme politique.
Souvent considéré comme le « Bolsonaro péruvien », il défend un programme néolibéral et conservateur. Il réclame l'interdiction totale de l'avortement, du mariage homosexuel et de l'éducation sexuelle dans les collèges. Il souhaite favoriser l'investissement privé et limiter la présence de l’État, proposant de supprimer certains programmes sociaux. Concernant la pandémie de Covid-19, il s'oppose aux restrictions de déplacement et au port du masque, souhaitant également que la campagne de vaccination soit confiée au secteur privé et pour que les individus payent pour avoir accès à la vaccination[source insuffisante]. Il se montre souvent vindicatif, voire injurieux, à l'égard de ses adversaires politiques, tout en accusant la classe politique traditionnelle d’être infiltrée par les marxistes.

##### Hernando de Soto
Hernando de Soto est un économiste libéral. Il est membre de l'équipe de campagne de Keiko Fujimori lors des élections présidentielles de 2011 et de 2016, après avoir été conseiller d'Alberto Fujimori au cours de la présidence de celui-ci.
Il défend l'idée de réformer le système éducatif du Pérou pour moins dépendre de l'étranger et d'augmenter le budget de la santé. Il propose de confier une partie du programme de vaccination anti-Covid au secteur privé. Par ailleurs, il souhaite empêcher les étrangers « criminels ou pauvres » d'entrer au Pérou.

##### Yonhy Lescano
Yonhy Lescano représente le parti de centre droit Action populaire. À l’inverse de la direction de son parti, il remet en cause le modèle néolibéral péruvien et défend un programme économique de centre gauche, proposant de négocier une répartition plus équitable des profits issus du secteur minier, de baisser les prix du gaz, de créer une compagnie aérienne d'État ou encore de pousser les banques privées à baisser les taux d'intérêt. Il défend des positions conservatrices sur les questions sociétales.

##### Verónika Mendoza
Verónika Mendoza, anthropologue d'origine française, était arrivée troisième à l'élection présidentielle de 2016, avec 18,7 % des suffrages exprimés. Pendant cette campagne, elle propose d’adopter par référendum une nouvelle Constitution donnant à l’État un rôle plus actif sur les questions économiques. Elle souhaite suspendre les exonérations fiscales bénéficiant aux grandes entreprises et créer un impôt sur la fortune. Elle propose de relancer l'UNASUR, la CELAC et la Communauté andine. Elle est considérée avec méfiance par les marchés financiers et les médias, qui l'associent au Venezuela et soutiennent que le Pérou connaîtrait une crise économique semblable à ce pays si elle venait à être élue.

##### George Forsyth
George Forsyth, ancien footballeur professionnel, est candidat avec le soutien du parti de centre droit Victoire nationale. Il est considéré comme libéral sur le plan économique et fait de la lutte contre la criminalité son thème de prédilection. Il propose de favoriser les intérêts de l'industrie minière et d'étendre le système de protection sociale en direction des personnes âgées. Pendant plusieurs mois, il est largement en tête des intentions de vote, avant de chuter lors des premiers débats télévisés.

### Entre-deux-tours

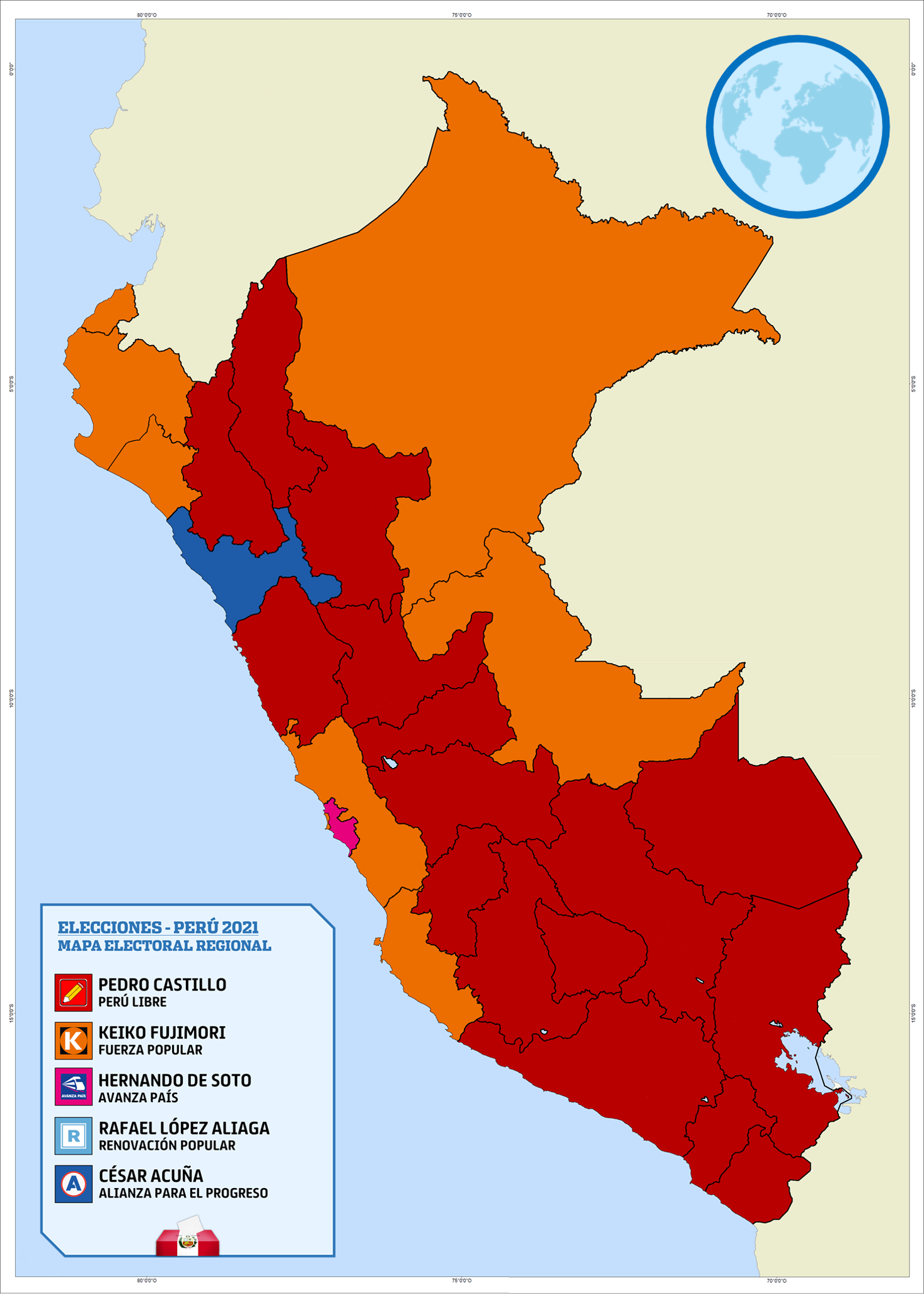
Candidat en tête par département au premier tour.

#### Déroulement
La campagne d’entre-deux-tours est marquée par un contexte de violence verbale, les attaques personnelles prenant le pas sur les propositions.
Des officiers supérieurs à la retraite, parmi lesquels une demi-douzaine d'élus au Congrès, publient un communiqué appelant les militaires à ne pas laisser triompher le « communisme ». Cependant, aucun militaire actif ne prend position.
Alors que la monnaie nationale, le sol, tombe à un niveau historiquement bas face au dollar à quelques jours du second tour, le Financial Times indique que l'élite péruvienne s'inquiète de la perspective d'une victoire de Pedro Castillo et que les plus grandes fortunes chercheraient à transférer leurs économies à l'étranger et à les convertir en dollars.

#### Consignes de vote

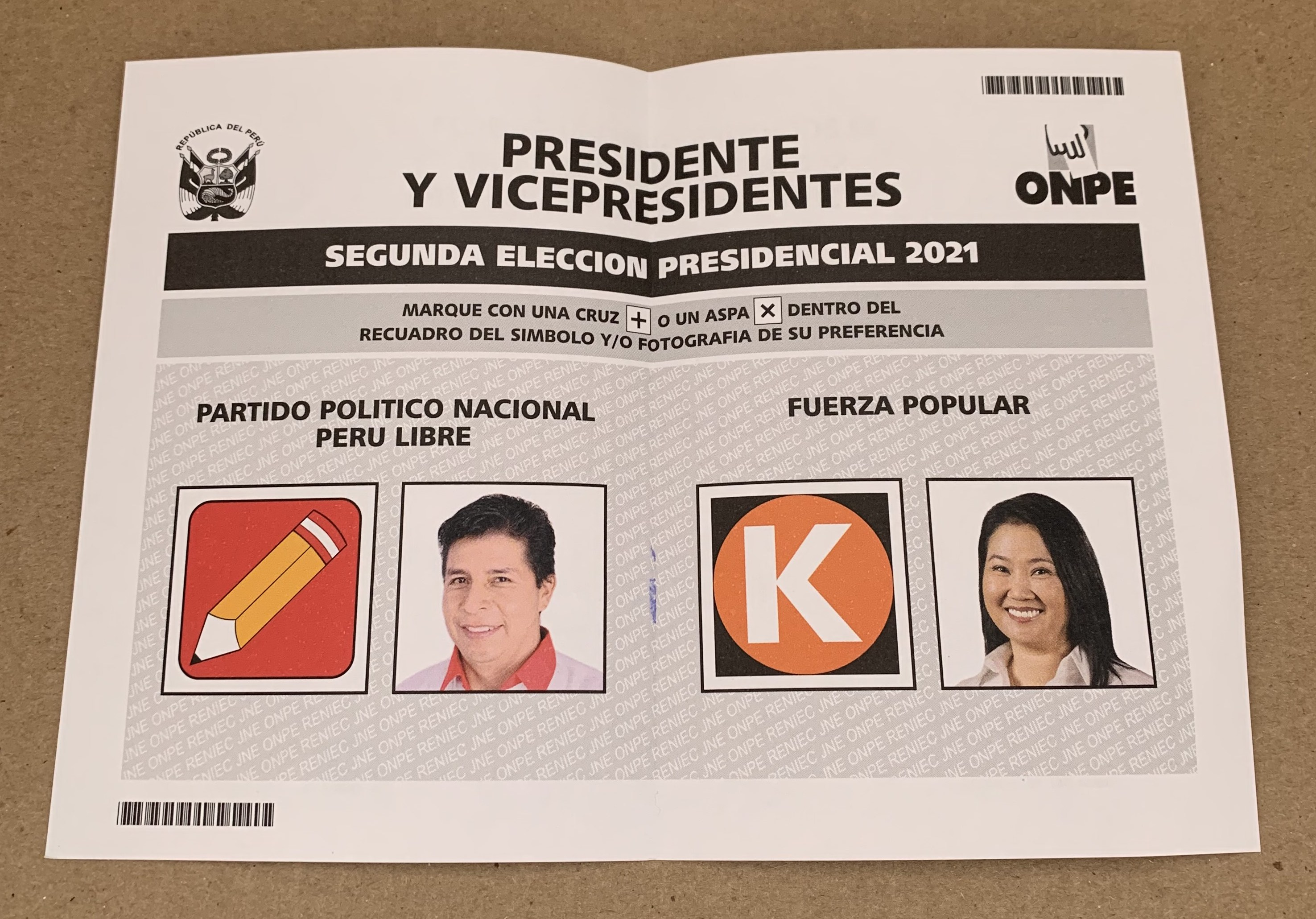
Bulletin de vote au second tour.

Keiko Fujimori est notamment soutenue par Rafael López Aliaga, Hernando de Soto et César Acuña. Mario Vargas Llosa, prix Nobel de littérature et opposant historique à Alberto Fujimori, appelle à voter pour la fille de celui-ci face à Pedro Castillo, considérant qu’elle est « le moindre des deux maux » pour la démocratie et l’économie péruviennes. Elle est également soutenue par la plupart des médias, ainsi que par l’ambassadrice des États-Unis à Lima et des cercles ultraconservateurs de Miami,.
Yonhy Lescano et George Forsyth appellent à voter blanc mais le parti de ce dernier, Victoire nationale, se range derrière Fujimori.
Verónika Mendoza soutient de son côté la candidature de Pedro Castillo afin de « mettre un terme à la mafia de la corruption » et de « construire une nouvelle patrie ».
Le Movadef (Mouvement pour l'amnistie et les droits fondamentaux), généralement considérée comme la branche politique du Sentier lumineux et classée comme terroriste au Pérou, appelle à faire battre Keiko Fujimori et à changer la Constitution adoptée sous la présidence de son père[pertinence contestée]. Le Sentier lumineux appelle pour sa part à boycotter le scrutin.
Des immenses panneaux d'affichages installés sur l'espace public de la capitale diabolisent les idéologies communistes et socialistes dans les avenues à fort trafic, pour favoriser un vote en faveur de Keiko Fujimori[réf. à confirmer].
| Appuis politiques en vue du second tour | Appuis politiques en vue du second tour | Appuis politiques en vue du second tour |
| Parti                                   | Candidat                                |                                         |
| --------------------------------------- | --------------------------------------- | --------------------------------------- |
| Force populaire                         | Keiko Fujimori                          |                                         |
| Alliance pour le progrès                | Keiko Fujimori                          |                                         |
| En avant pays                           | Keiko Fujimori                          |                                         |
| Perú Nación                             | Keiko Fujimori                          |                                         |
| Pérou patrie sûre                       | Keiko Fujimori                          |                                         |
| Parti populaire chrétien                | Keiko Fujimori                          |                                         |
| Rénovation populaire                    | Keiko Fujimori                          |                                         |
| Victoire nationale                      | Keiko Fujimori                          |                                         |
| Pérou libre                             | Pedro Castillo                          |                                         |
| Démocratie directe                      | Pedro Castillo                          |                                         |
| Nouveau Pérou                           | Pedro Castillo                          |                                         |
| Renaissance nationale unie              | Pedro Castillo                          |                                         |
| Front populaire agricole                | Pedro Castillo                          |                                         |
| Ensemble pour le Pérou                  | Pedro Castillo                          |                                         |
| Front large                             | Pedro Castillo                          |                                         |
| Union pour le Pérou                     | Pedro Castillo                          |                                         |
| Action populaire                        | Indéfini                                |                                         |
| Parti apriste péruvien                  | Indéfini                                |                                         |
| Contigo                                 | Indéfini                                |                                         |
| Front de l'espérance 2021               | Indéfini                                |                                         |
| Parti violet                            | Indéfini                                |                                         |
| Parti nationaliste péruvien             | Indéfini                                |                                         |
| Podemos Perú                            | Indéfini                                |                                         |
| Nous sommes le Pérou                    | Indéfini                                |                                         |
| Tous pour le Pérou                      | Indéfini                                |                                         |

#### Sondages
Le graphique qui aurait dû être présenté ici ne peut pas être affiché car il utilise l'ancienne extension Graph, désactivée pour des questions de sécurité. Des indications pour créer un nouveau graphique avec la nouvelle extension Chart sont disponibles ici.

## Résultats

### Élection présidentielle
| Candidats Titulaire et 1er colistier | Candidats Titulaire et 1er colistier    | Partis                      | Premier tour | Premier tour | Second tour | Second tour |
| Candidats Titulaire et 1er colistier | Candidats Titulaire et 1er colistier    | Partis                      | Voix         | %            | Voix        | %           |
| ------------------------------------ | --------------------------------------- | --------------------------- | ------------ | ------------ | ----------- | ----------- |
|                                      | Pedro Castillo Dina Boluarte            | Pérou libre                 | 2 724 752    | 18,92        | 8 836 380   | 50,13       |
|                                      | Keiko Fujimori Luis Galarreta           | Force populaire             | 1 930 762    | 13,41        | 8 792 117   | 49,87       |
|                                      | Rafael López Aliaga Neldy Mendoza       | Rénovation populaire        | 1 692 279    | 11,75        |             |             |
|                                      | Hernando de Soto Corinne Flores         | En avant pays               | 1 674 201    | 11,63        |             |             |
|                                      | Yohny Lescano Gisela Tipe               | Action populaire            | 1 306 288    | 9,07         |             |             |
|                                      | Verónika Mendoza José Antonio de Echave | Ensemble pour le Pérou      | 1 132 577    | 7,86         |             |             |
|                                      | César Acuña Peralta Carmen Omonte       | Alliance pour le progrès    | 867 025      | 6,02         |             |             |
|                                      | George Forsyth Patricia Arévalo         | Victoire nationale          | 814 516      | 5,66         |             |             |
|                                      | Daniel Urresti María Teresa Cabrera     | Podemos Perú                | 812 721      | 5,64         |             |             |
|                                      | Julio Guzmán (es) Flor Pablo            | Parti violet                | 325 608      | 2,26         |             |             |
|                                      | Alberto Beingolea Lucía Ledesma         | Parti populaire chrétien    | 286 447      | 1,99         |             |             |
|                                      | Daniel Salaverry Matilde Fernández      | Nous sommes le Pérou        | 240 234      | 1,67         |             |             |
|                                      | Ollanta Humala Ana María Salinas        | Parti nationaliste péruvien | 230 831      | 1,60         |             |             |
|                                      | José Vega Haydeé Andrade                | Union pour le Pérou         | 101 267      | 0,70         |             |             |
|                                      | Ciro Gálvez Sonia García                | Renaissance nationale unie  | 89 376       | 0,62         |             |             |
|                                      | Marco Arana Leyla Berrocal              | Front large                 | 65 300       | 0,45         |             |             |
|                                      | Rafael Santos Victoria Paredes          | Pérou patrie sûre           | 55 644       | 0,39         |             |             |
|                                      | Andrés Alcántara Elena Ascarza          | Démocratie directe          | 50 802       | 0,35         |             |             |
|                                      |                                         |                             |              |              |             |             |
| Votes valides                        | Votes valides                           | Votes valides               | 14 400 630   | 81,30        | 17 628 497  | 93,49       |
| Votes blancs                         | Votes blancs                            | Votes blancs                | 2 190 059    | 12,36        | 121 489     | 0,54        |
| Votes nuls                           | Votes nuls                              | Votes nuls                  | 1 123 027    | 6,34         | 1 106 816   | 5,87        |
| Total                                | Total                                   | Total                       | 17 713 716   | 100          | 18 856 802  | 100         |
| Abstention                           | Abstention                              | Abstention                  | 7 574 238    | 29,95        | 6 431 152   | 25,43       |
| Inscrits / participation             | Inscrits / participation                | Inscrits / participation    | 25 287 954   | 70,05        | 25 287 954  | 74,57       |

 Représentation des résultats du second tour :
| Pedro Castillo (50,13 %) |  |  | Keiko Fujimori (49,87 %) |
| ▲                        |  |  |                          |
| Majorité absolue         |  |  |                          |

### Élections législatives
|                        |                             |            |       |       |        |               |  |  |
| Partis                 | Partis                      | Voix       | %     | +/-   | Sièges | +/-           |  |  |
|                        | Pérou libre                 | 1 724 303  | 13,41 | 10,01 | 37     | 37            |  |  |
|                        | Force populaire             | 1 457 640  | 11,34 | 4,03  | 24     | 9             |  |  |
|                        | Rénovation populaire        | 1 199 663  | 9,33  | Nv.   | 13     | 13            |  |  |
|                        | Action populaire            | 1 159 707  | 9,02  | 0,16  | 16     | 9             |  |  |
|                        | Alliance pour le progrès    | 969 699    | 7,54  | 0,42  | 15     | 7             |  |  |
|                        | En avant pays               | 969 059    | 7,54  | 5,02  | 7      | 7             |  |  |
|                        | Ensemble pour le Pérou      | 847 570    | 6,59  | 1,79  | 5      | 5             |  |  |
|                        | Nous sommes le Pérou        | 788 488    | 6,13  | 0,09  | 5      | 6             |  |  |
|                        | Podemos Perú                | 750 238    | 5,83  | 2,55  | 5      | 6             |  |  |
|                        | Parti violet                | 697 289    | 5,42  | 1,98  | 3      | 6             |  |  |
|                        | Victoire nationale          | 638 264    | 4,96  | Nv.   | 0      | en stagnation |  |  |
|                        | Front populaire agricole    | 588 999    | 4,58  | 3,80  | 0      | 15            |  |  |
|                        | Union pour le Pérou         | 266 341    | 2,07  | 4,70  | 0      | 13            |  |  |
|                        | Parti populaire chrétien    | 212 811    | 1,65  | 2,34  | 0      | en stagnation |  |  |
|                        | Parti nationaliste péruvien | 195 536    | 1,52  | N/a   | 0      | en stagnation |  |  |
|                        | Front large                 | 135 103    | 1,05  | 5,11  | 0      | 9             |  |  |
|                        | Démocratie directe          | 100 032    | 0,78  | 2,90  | 0      | en stagnation |  |  |
|                        | Renaissance nationale unie  | 97 538     | 0,76  | 1,03  | 0      | en stagnation |  |  |
|                        | Pérou patrie sûre           | 54 853     | 0,43  | 1,94  | 0      | en stagnation |  |  |
|                        | Avec vous                   | 5 787      | 0,05  | 1,02  | 0      | en stagnation |  |  |
|                        |                             |            |       |       |        |               |  |  |
| Votes valides          | Votes valides               | 12 858 920 | 72,56 |       |        |               |  |  |
| Votes blancs           | Votes blancs                | 2 126 712  | 12,00 |       |        |               |  |  |
| Votes nuls             | Votes nuls                  | 2 737 099  | 15,44 |       |        |               |  |  |
| Total                  | Total                       | 17 722 731 | 100   | -     | 130    | en stagnation |  |  |
| Abstention             | Abstention                  | 7 565 223  | 29,92 |       |        |               |  |  |
| Inscrits/participation | Inscrits/participation      | 25 287 954 | 70,08 |       |        |               |  |  |

### Analyse

Résultats des législatives par circonscription.

Résultats de la présidentielle par régions et département au second tour.

La qualification au second tour de deux candidats populistes est perçue comme la conséquence de l'importante défiance de la population vis-à-vis des partis traditionnels, largement considérés comme corrompus, ainsi que d'un fort besoin de lutte contre l'insécurité.
Cette défiance serait ainsi à l'origine de la percée de Pedro Castillo dans les intentions de vote, notamment dans les régions rurales. Keiko Fujimori aurait quant à elle gagné le vote des zones urbaines du fait de la demande de davantage de sécurité, la candidate bénéficiant de l'image de quelqu’un « qui va remettre le pays en ordre ». Ces deux questions, la corruption et l’insécurité, occupent ainsi une place centrale dans la politique péruvienne au moment du scrutin, conduisant à une polarisation de l'élection entre extrême gauche et extrême droite. La polarisation politique du pays s'appuie également sur les clivages sociaux, Keiko Fujimori obtenant ses plus hauts niveaux de soutien dans les zones les plus riches, à l'inverse de Pedro Castillo. Selon le politologue Steven Levitsky, la situation est précaire pour Castillo : du fait notamment du manque de soutien des élites de la capitale à son égard, il le compare à Salvador Allende ou João Goulart lors de leur arrivée au pouvoir.

### Contestation des résultats
Les deux candidats s'engagent le jour du second tour à en respecter les résultats. En tête au soir du second tour, Keiko Fujimori est rapidement rattrapée par Pedro Castillo au fur et à mesure du dépouillement, avant d'être finalement devancée de moins de 51 000 voix selon des résultats définitifs. La candidate dénonce alors des « fraudes systématiques », sans toutefois apporter aucun élément pour étayer ses accusations, et mobilise de grands cabinets d'avocat pour faire annuler 200 000 suffrages issus des régions rurales. Des représentants des communautés indigènes avertissent en retour qu'ils marcheraient, si besoin, sur Lima pour défendre leurs votes. La mission d’observation de l’Organisation des États américains (OEA) soutient pour sa part que « le dépouillement des bulletins de vote s’est déroulé conformément aux procédures officielles ».
Alors que la proclamation des résultats s’éternise, des partisans de Keiko Fujimori tentent le 14 juillet de forcer les portes du palais du gouvernement et attaquent des voitures de ministres à Lima, en marge d’une imposante manifestation contre le président sortant, Francisco Sagasti,.
Le 19 juillet 2021, six semaines après le second tour et neuf jours avant l’investiture prévue du nouveau président, le Jury national électoral (JNE) confirme les résultats, ce qui conduit Keiko Fujimori à reconnaître sa défaite.

## Suites
Après son investiture le 28 juillet 2021, Pedro Castillo forme un gouvernement avec pour président du Conseil des ministres Guido Bellido, un marxiste novice en politique. Mêlant partisans de la gauche radicale et modérée, le nouveau gouvernement reçoit le vote de confiance du Congrès de la République le 27 août suivant, par 73 voix pour et 50 contre.